# Seznam osobností vyznamenaných 28. října 2024

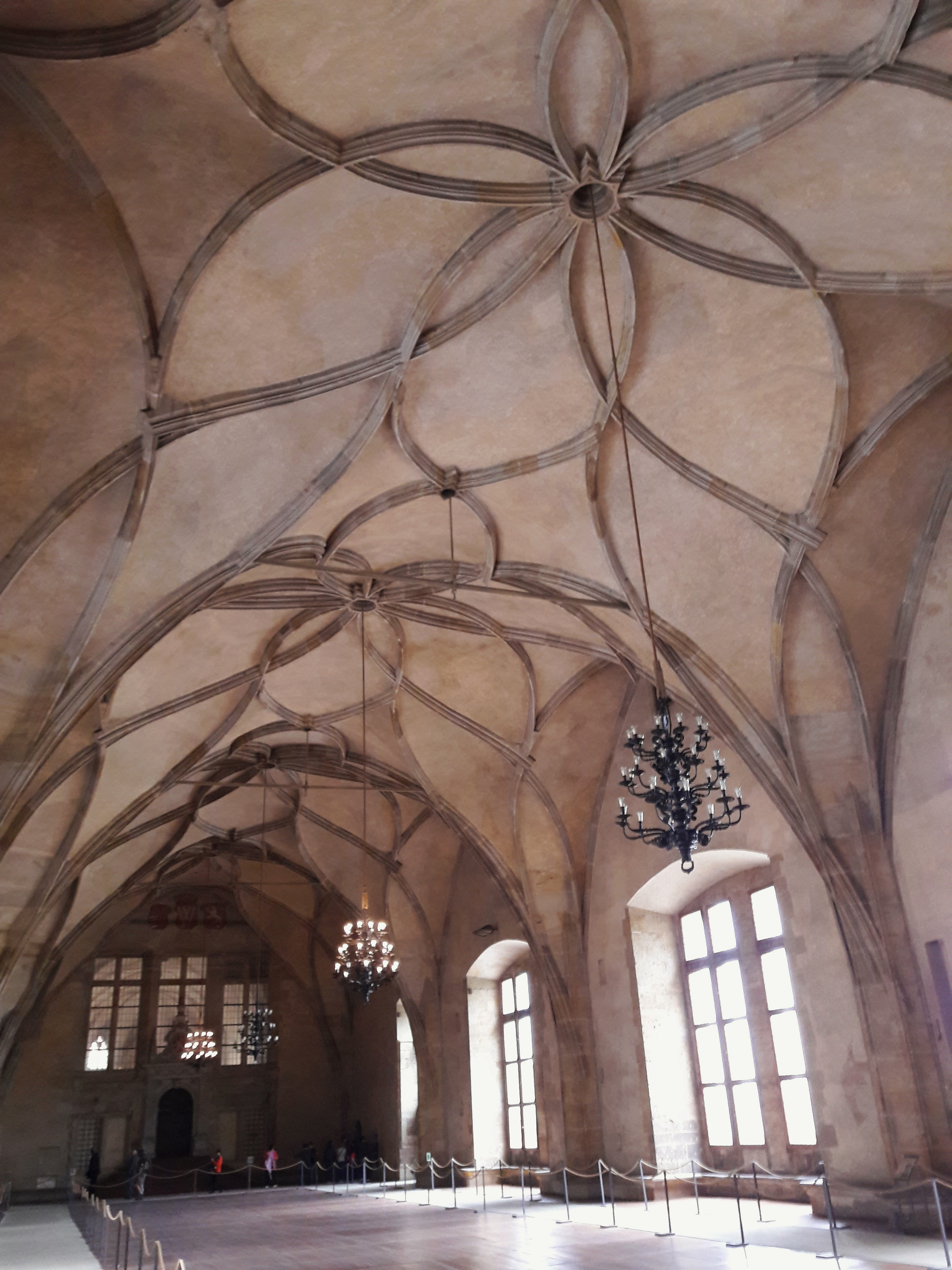
Vladislavský sál Pražského hradu, tradiční místo udílení státních vyznamenání

Toto je seznam osobností, které vyznamenal prezident České republiky Petr Pavel státními vyznamenáními při státním svátku 28. října 2024. Slavnostním udílením vyznamenání ve Vladislavském sále Pražského hradu obvykle vrcholí oslavy Dne vzniku samostatného československého státu. Celkem bylo oceněno 56 osobností, o šest méně než v roce 2023.

## Návrhy
Návrh na udělení státního vyznamenání může prezidentovi podat občan, skupina občanů či organizace. Ze zákona své návrhy předkládá také Poslanecká sněmovna, Senát a vláda. Prezident však k návrhům nemusí přihlížet a může vyznamenat také bez návrhu; udělení státních vyznamenání však podléhá kontrasignaci předsedou vlády.

### Senát
Podvýbor pro státní vyznamenání Senátu přijímal do 30. dubna 2024 nominace od veřejnosti nebo senátorů a senátorek. Dne 19. června 2024 schválil Senát seznam 114 osobností navržených k doporučení prezidentovi. Na udělení řádu Bílého lva bylo navrženo 12 osob, mezi nimiž byli například Jan Syrový, Jan Kubiš a Adolf Opálka, Jiří Kylián, Bohumil Hrabal nebo Alfons Mucha. Na udělení medaile Za hrdinství navrhli senátoři a senátorky odbojovou skupinu bratří Mašínů nebo posádku letounu Wellington Mk. IC T2990 (KX-T) a na Řád T. G. Masaryka například Alici Masarykovou. Na medaili Za zásluhy nominovali několik osob, kde v těchto návrzích figurovali např. environmentalistka a ekoložka Yvonna Gaillyová, architektka Eva Jiřičná, herečka Daniela Kolářová, malíř Josef Lada, fyzioterapeutka Ludmila Mojžíšová, zpěvák Jiří Pavlica, pěvkyně Dagmar Pecková, dramatik a režisér Ladislav Smoček, kameraman Vladimír Smutný, herec Alfréd Strejček, skladatel Karel Svoboda, zoolog a zakladatel safari ve Dvoře Králové Josef Vágner, podnikatel a mecenáš Leoš Válka, skladatel, kapelník a dirigent Josef Vejvoda, herec Jan Vlasák a dramatik Jaroslav Vostrý.

### Poslanecká sněmovna
Podvýbor pro přípravu návrhů na propůjčení nebo udělení státních vyznamenání sbíral návrhy od veřejnosti do konce března 2024, obdržel jich více než sedmdesát. Spolu s návrhy poslanců a poslankyň podvýbor v květnu podpořil celkem 159 návrhů (z toho 12 návrhů na Řád Bílého lva, 19 na Řád T. G. M., 34 na medaili Za hrdinství a 94 na medaili Za zásluhy) a předložil je k projednání organizačnímu výboru Sněmovny. V podvýboru neuspěly např. návrhy na vyznamenání Miloše Zemana, Bernda Posselta či Milana Kundery. Poslanecké plénum seznam projednalo před koncem června, ve finálním seznamu čítajícím 151 navržených osobností (o 10 více než před rokem) figurovali mimo jiné Dagmar Havlová, herci Marek Eben či Petr Nárožný nebo spisovatel Jaroslav Rudiš, in memoriam také písničkář Karel Kryl, herec Norbert Lichý a další, naopak Sněmovnou neprošli např. odbojáři Mašínovi, youtuber Kovy ani bývalá ústavní soudkyně Eliška Wagnerová.

### Prezident
Prezident Petr Pavel obdržel celkem téměř 550 nominací, přibližně o 150 více než o rok dříve.

## Ceremoniál
Slavnostní ceremoniál předání státních vyznamenání se konal ve Vladislavském sále Hradu, s následnou recepcí. Tradičně se slavnostního večera účastní kolem 700 hostů. Podobně jako před rokem účast potvrdila první dáma Dagmar Havlová i exprezident Václav Klaus s chotí, naopak se z akce omluvil exprezident Miloš Zeman.

## Seznam vyznamenaných

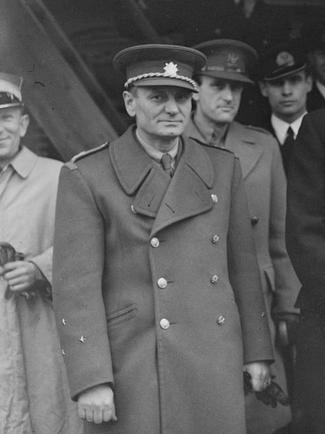
Sergěj Jan Ingr (foto z roku 1940)

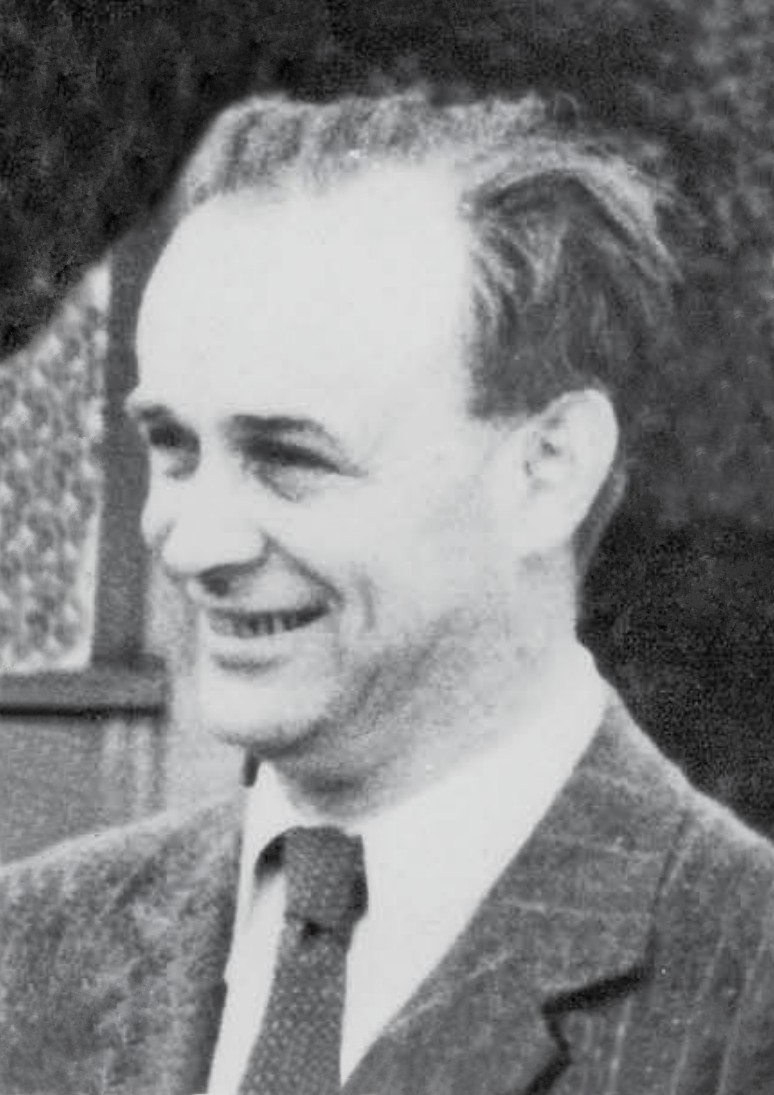
František Moravec

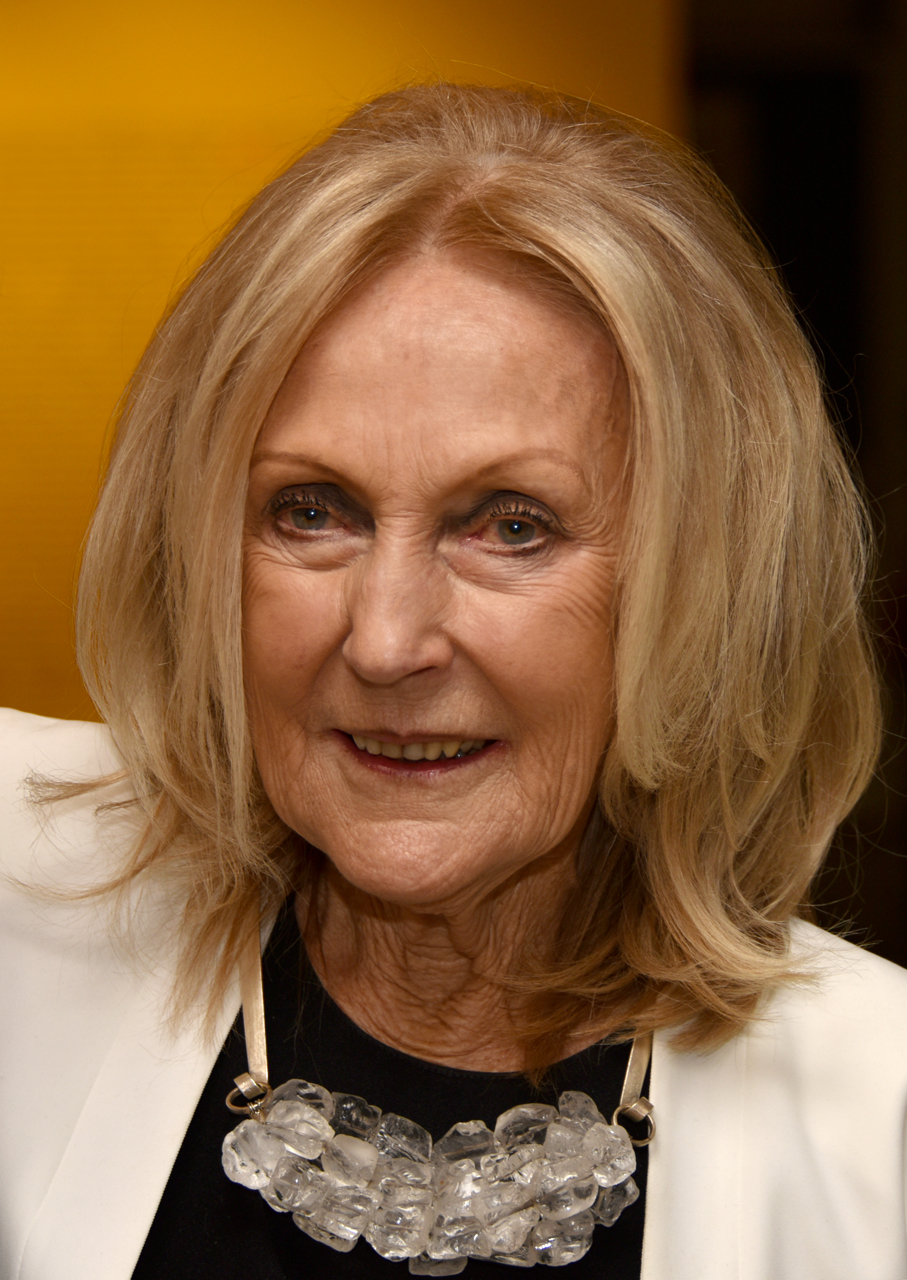
Eva Jiřičná

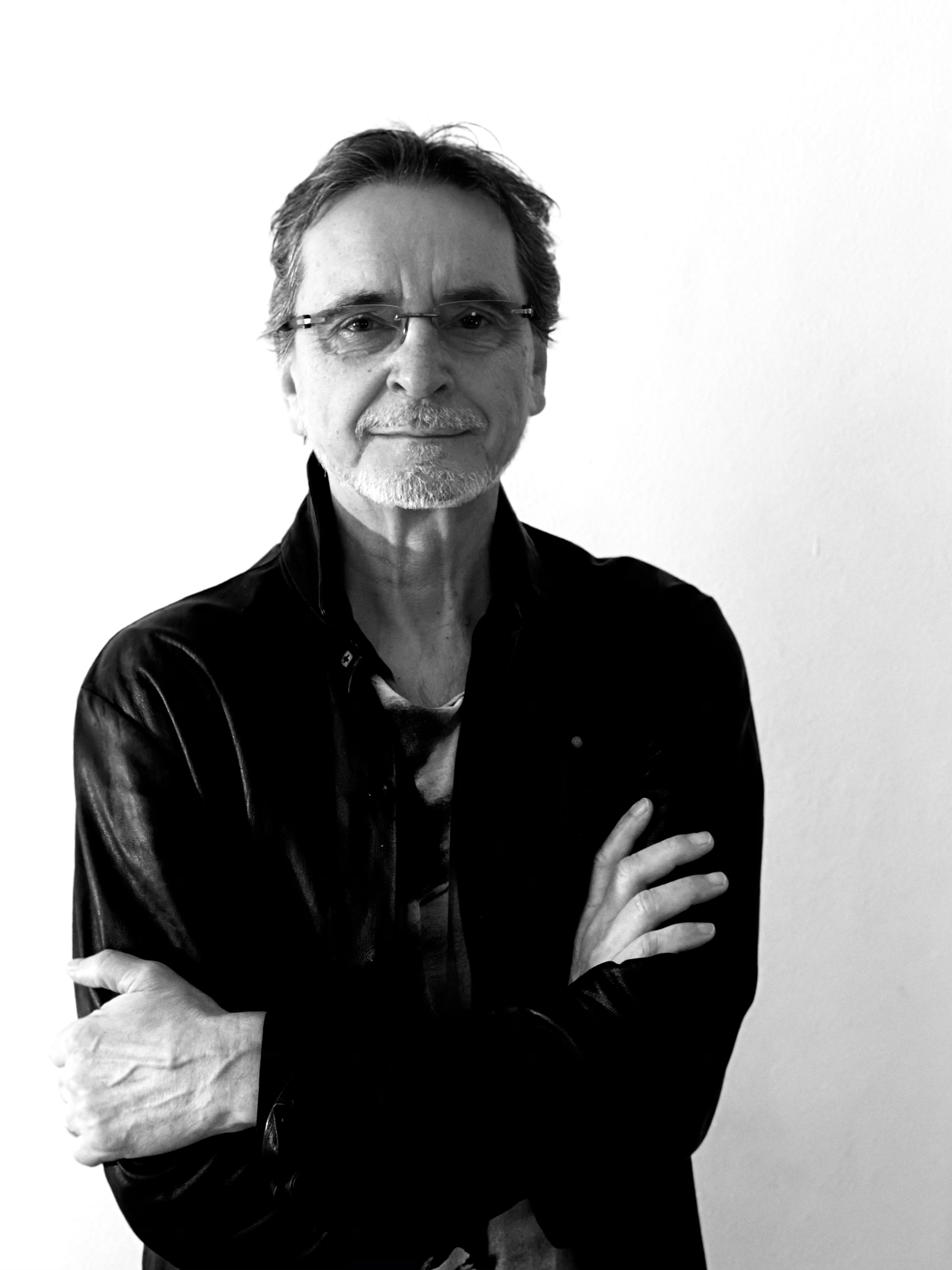
Jiří Kylián

Prezident ocenil celkem 56 osobností, z nich 10 in memoriam.

### Řád Bílého lva vojenské skupiny I. třídy
- armádní generál Sergěj Jan Ingr, in memoriam, ministr národní obrany londýnské exilové vlády a velvyslanec

### Řád Bílého lva vojenské skupiny II. třídy
- brigádní generál František Moravec, in memoriam, legionář, důstojník Československé armády a přednosta druhého oddělení Hlavního štábu (vojenská zpravodajská služba)

### Řád Bílého lva občanské skupiny III. třídy
- Eva Jiřičná, architektka, designérka a pedagožka
- Jiří Kylián, choreograf, tanečník a fotograf

### Řád Tomáše G. Masaryka I. třídy
- Jan Pavel II., in memoriam, papež

### Řád Tomáše G. Masaryka II. třídy
- Karel Kovanda, diplomat, bývalý velvyslanec, stálý představitel České republiky při OSN a stálý představitel České republiky při Organizaci Severoatlantické smlouvy

### Řád Tomáše G. Masaryka III. třídy
- Daniel Kroupa, politik, vysokoškolský učitel, filozof, signatář Charty 77, bývalý poslanec a senátor
- Pavel Pecháček, in memoriam, novinář dlouhodobě působícímu v rozhlasových stanicích Svobodná Evropa a Hlas Ameriky a Svobodná Evropa v Praze
- Anna Šabatová, signatářka a mluvčí Charty 77, bývalá předsedkyně Českého Helsinského výboru a bývalá veřejná ochránkyně práv

### Řád Tomáše G. Masaryka IV. třídy
- Mons. Josef Suchár, kněz a spoluzakladatel Sdružení Neratov, které se kromě obnovy poutního místa zaměřuje také na pomoc lidem s postižením a znevýhodněným dětem

### Medaile Za hrdinství
- prap. Lukáš Hirka – válečný veterán těžce zraněný v průběhu mise v Afghánistánu, aktivní para atletik
- plk. Josef Keprt – in memoriam, pilot 312. československé stíhací perutě a 96. britské perutě nočních stíhačů RAF
- Karel Kučera – in memoriam, voják Mezinárodní legie územní obrany Ukrajiny, padlý při obraně Bachmutu
- škpt. Oldřich Pechal – in memoriam, voják a velitel paradesantní skupiny Zinc popravený v koncentračním táboře Mauthausen
- Lukáš Dudík, pracovník autoservisu, který přispěchal k nehodě vlaku s kamionem a odblokováním dveří pomohl cestujícím z hořící soupravy
- Roman Juřena, vlakvedoucí soupravy, který svým pohotovým zákrokem umožnil evakuaci cestujících z havarovaného vlaku hořícího po srážce s kamionem
- Kateřina Laluhová, učitelka základní školy v Praze – Horních Počernicích, která duchapřítomně vyvedla všechny žáky třetí třídy z učebny, ve které se následně zřítil strop

### Medaile Za zásluhy 1. stupně
- Daniel Anýž – in memoriam v oblasti kultury
- Roman Červenka – v oblasti sportu
- Radka Denemarková – v oblasti kultury a umění
- Martin Doktor – v oblasti sportu
- Petr Dvořák – v oblasti kultury
- Mustafa Džemilev – v oblasti bezpečnosti státu a občanů
- Yvonna Gaillyová – v oblasti vědy
- Jan Gruntorád – v oblasti techniky
- Štěpánka Hilgertová – v oblasti sportu
- Jana Hlaváčová – in memoriam v oblasti umění, výchovy a školství
- Agnieszka Holland – v oblasti umění a kultury
- Dita Horochovská – v oblasti kultury
- Lucie Hyblerová – v oblasti kultury
- Petr Janda – v oblasti umění
- Daniela Kolářová – v oblasti umění
- Pavel Kosatík – v oblasti kultury
- Ladislav Krištoufek – v oblasti vědy
- Karin Lednická – v oblasti kultury
- Luděk Munzar – in memoriam, v oblasti umění
- Jiří Netík – v oblasti hospodářské
- Dagmar Pecková – v oblasti umění
- Zdeňka Prokopová – v oblasti bezpečnosti státu a občanů
- Mark Rieder – v oblasti bezpečnosti státu a občanů
- Marie Rottrová – v oblasti umění
- Alexander Wiegand – v oblasti bezpečnosti státu a občanů
- Jaroslav Rudiš – v oblasti kultury a umění
- Vladimír Smutný – v oblasti umění
- Jiří Sozanský – v oblasti umění
- Petr Sýkora – v oblasti kultury
- Kateřina Šédová – v oblasti vědy
- Zdeněk Štybar – v oblasti sportu
- Jan Švejnar – v oblasti vědy
- Ivan Trojan – v oblasti umění
- Helena Třeštíková – v oblasti kultury
- Emilie Vallová – v oblasti kultury
- Radka Vernerová – v oblasti kultury
- Ondřej Vetchý – v oblasti kultury a umění
- Jaroslav Vild – v oblasti bezpečnosti státu a občanů
- Jaroslav Vostrý – v oblasti kultury výchovy a školství

## Úvahy o změnách
V souvislosti s oceněními roku 2024 probíhala diskuse v zákonodárném sboru o úpravách systému státních vyznamenání. Předseda podvýboru pro státní vyznamenání Jan Bartošek (KDU-ČSL) uvedl, že se uvažuje o omezení dosavadních tří stupňů medaile Za zásluhy, neboť jiný než nejvyšší byl udělen naposledy 2012 a od té doby se udílení omezilo jen na nejvyšší stupeň. Naopak by bylo možné rozšířit kategorie, v nichž je možno vyznamenání udělit, například za práci v sociální oblasti, životním prostředí, filantropii.